# Liczba Nordheima
Liczba Nordheima – liczba wyrażająca wartość spinów jąder nieparzysto-nieparzystych. Liczba Nordheima wyraża się wzorem:
{\displaystyle N=j_{p}-l_{p}+j_{n}-l_{n},}
gdzie:
{\displaystyle j_{p},j_{n}} – całkowity moment pędu nieparzystego protonu i neutronu,
{\displaystyle l_{p},l_{n}} – orbitalny moment pędu nieparzystego protonu i neutronu.
Z liczbą Nordheima (od nazwiska Lothara Nordheima, który przedstawił je w 1950) związane są empiryczne reguły wyrażające tendencję do równoległego ustawiania się momentów pędu protonu i neutronu.
Silna reguła Nordehaima spełniona jest, gdy N jest liczbą parzystą. Wtedy wartości spinów jąder nieparzysto-nieparzystych, I, wynosi:
{\displaystyle I=|j_{n}-j_{p}|,}
Słaba reguła Nordehaima spełniona jest, gdy N jest liczbą nieparzystą:
{\displaystyle |j_{n}-j_{p}|\leqslant I\leqslant j_{n}+j_{p},}
Dla jąder lekkich, do Z = 50, reguły sprawdzają się dla 43 z 71 jąder.